# IC 4367
IC 4367 ist eine Balken-Spiralgalaxie vom Hubble-Typ SBc im Sternbild Zentaur am Südsternhimmel. Sie ist rund 177 Millionen Lichtjahre von der Milchstraße entfernt.
Das Objekt wurde am 30. Januar 1898 von Lewis Swift entdeckt.